# Geoffrey Clough Ainsworth
Geoffrey Clough Ainsworth (Birmingham, 9 de outubro de 1905 - Derby, 25 de outubro de  1998) foi um micologista inglês.

## Obras
- An Introduction to the History of Mycology (1976)
- An Introduction to the History of Plant Pathology (1981)
- An Introduction to the History of Medical Mycology (1986).